# هالف موون باي (كاليفورنيا)
هالف موون باي (بالإنجليزية: Half Moon Bay)‏ هي إحدى مدن مقاطعة سان ماتيو، كاليفورنيا. تم إعطاءها لقب مدينة في 15 يوليو، 1959.

## المناخ
يظهر الجدول التالي التغييرات المناخية على مدار السنة لهالف موون باي:
| البيانات المناخية لـهالف موون باي                                           | البيانات المناخية لـهالف موون باي | البيانات المناخية لـهالف موون باي | البيانات المناخية لـهالف موون باي | البيانات المناخية لـهالف موون باي | البيانات المناخية لـهالف موون باي | البيانات المناخية لـهالف موون باي | البيانات المناخية لـهالف موون باي | البيانات المناخية لـهالف موون باي | البيانات المناخية لـهالف موون باي | البيانات المناخية لـهالف موون باي | البيانات المناخية لـهالف موون باي | البيانات المناخية لـهالف موون باي | البيانات المناخية لـهالف موون باي |
| الشهر                                                                       | يناير                             | فبراير                            | مارس                              | أبريل                             | مايو                              | يونيو                             | يوليو                             | أغسطس                             | سبتمبر                            | أكتوبر                            | نوفمبر                            | ديسمبر                            | المعدل السنوي                     |
| --------------------------------------------------------------------------- | --------------------------------- | --------------------------------- | --------------------------------- | --------------------------------- | --------------------------------- | --------------------------------- | --------------------------------- | --------------------------------- | --------------------------------- | --------------------------------- | --------------------------------- | --------------------------------- | --------------------------------- |
| الدرجة القصوى °ف (°م)                                                       | 76 (24)                           | 78 (26)                           | 86 (30)                           | 87 (31)                           | 96 (36)                           | 94 (34)                           | 84 (29)                           | 94 (34)                           | 94 (34)                           | 94 (34)                           | 87 (31)                           | 79 (26)                           | 96 (36)                           |
| متوسط درجة الحرارة الكبرى °ف (°م)                                           | 58.4 (14.7)                       | 59.3 (15.2)                       | 59.8 (15.4)                       | 60.7 (15.9)                       | 61.7 (16.5)                       | 63.4 (17.4)                       | 64.2 (17.9)                       | 65.1 (18.4)                       | 66.8 (19.3)                       | 65.8 (18.8)                       | 62.7 (17.1)                       | 58.9 (14.9)                       | 62.2 (16.8)                       |
| المتوسط اليومي °ف (°م)                                                      | 50.6 (10.3)                       | 51.4 (10.8)                       | 51.8 (11.0)                       | 52.6 (11.4)                       | 54.6 (12.6)                       | 56.6 (13.7)                       | 58.0 (14.4)                       | 58.9 (14.9)                       | 59.1 (15.1)                       | 57.1 (13.9)                       | 54.0 (12.2)                       | 51.1 (10.6)                       | 54.7 (12.6)                       |
| متوسط درجة الحرارة الصغرى °ف (°م)                                           | 42.9 (6.1)                        | 43.5 (6.4)                        | 43.8 (6.6)                        | 44.6 (7.0)                        | 47.4 (8.6)                        | 49.8 (9.9)                        | 51.9 (11.1)                       | 52.7 (11.5)                       | 51.2 (10.7)                       | 48.3 (9.1)                        | 45.4 (7.4)                        | 43.3 (6.3)                        | 47.1 (8.4)                        |
| أدنى درجة حرارة °ف (°م)                                                     | 27 (−3)                           | 22 (−6)                           | 28 (−2)                           | 31 (−1)                           | 33 (1)                            | 36 (2)                            | 40 (4)                            | 41 (5)                            | 35 (2)                            | 33 (1)                            | 30 (−1)                           | 18 (−8)                           | 18 (−8)                           |
| الهطول إنش (مم)                                                             | 5.15 (131)                        | 4.49 (114)                        | 3.83 (97)                         | 1.88 (48)                         | 0.76 (19)                         | 0.30 (7.6)                        | 0.12 (3.0)                        | 0.19 (4.8)                        | 0.35 (8.9)                        | 1.59 (40)                         | 2.99 (76)                         | 4.52 (115)                        | 26.17 (665)                       |
| متوسط أيام هطول الأمطار (≥ 0.01 in)                                         | 12                                | 11                                | 11                                | 7                                 | 5                                 | 3                                 | 4                                 | 4                                 | 4                                 | 6                                 | 9                                 | 11                                | 86                                |
| المصدر: Western Regional Climate Center (normals and extremes 1939–present) |                                   |                                   |                                   |                                   |                                   |                                   |                                   |                                   |                                   |                                   |                                   |                                   |                                   |

## أعلام
- أل بيريرا
- جورج بيري